# Stín – Podobenství
Stín – Podobenství (v anglickém originále „Shadow – A Parable“) je krátká hororová povídka amerického spisovatele a literárního teoretika Edgara Allana Poea z roku 1835, která byla publikována anonymně.
V češtině vyšla např. v knize Krajina stínů (Aurora, 1998).
Řek Oinos vypráví příběh o hodování sedmi přátel v uzamčené síni antického řeckého města Ptolemais, zatímco venku řádí mor. Podobné téma lze nalézt i v povídce Maska červené smrti.

## Příběh
Řek Oinos bilancuje špatný rok v antickém městě Ptolemais. Krajinou prochází mor a ti, co se vyznali ve hvězdách, věděli, že nebesa věštila zlo. On a jeho šest přátel hoduje v uzamčené síni, ale pochmurné myšlenky není snadné zaplašit. Pomáhá popíjení červeného chijského vína. V místnosti visí černé drapérie a brání ve výhledu na Měsíc a zlověstné hvězdy. Oinos má pocit, že kolem se vznáší cosi nehmotného, jeho zjitřené smysly vnímají tíživou atmosféru a dusivý pocit úzkosti. Jakoby nad přítomnými v místnosti visela smrtelná tíha.
Přesto se druhové smějí a veselí, tak jak jsou zvyklí - pějí zpěvy Anakreóntovy a popíjí rudé víno. Komnatu s nimi sdílí ještě jeden člen, mladý Zoilos. Leží na podlaze skolen morem a jeho oči pomalu vyhasínají. Zpoza černých drapérií se vynoří neurčitý stín, nejasný, beztvarý, není to stín žádného člověka ani boha - řeckého, chaldejského ani egyptského. Stín setrvává v nehybné pozici a osazenstvo komnaty se neodvažuje na něj pohlédnout. Oinos se osmělí a osloví stín, aby vyzvěděl, jak se nazývá a odkud přichází. Stín odpoví:
„Já jsem STÍN a dlím nedaleko katakomb města Ptolemais, těsně u pochmurných plání Elysejských, jež hraničí se smrdutým kanálem Charónovým.“
Všichni přítomní vyskočí v hrůze, neboť zvuk jeho hlasu nenáleží žádné bytosti, nýbrž velkému počtu zesnulých lidí.